# Морган (Минесота)
Морган (енгл. Morgan) град је у америчкој савезној држави Минесота.

## Демографија
По попису из 2010. године број становника је 896, што је 7 (-0,8%) становника мање него 2000. године.
| Група             | 2000.       | 2010.       |
| Белци             | 867 (96,0%) | 825 (92,1%) |
| Афроамериканци    | 0 (0,0%)    | 0 (0,0%)    |
| Азијати           | 1 (0,1%)    | 2 (0,2%)    |
| Хиспаноамериканци | 17 (1,9%)   | 25 (2,8%)   |
| Укупно            | 903         | 896         |